# 贵州大学

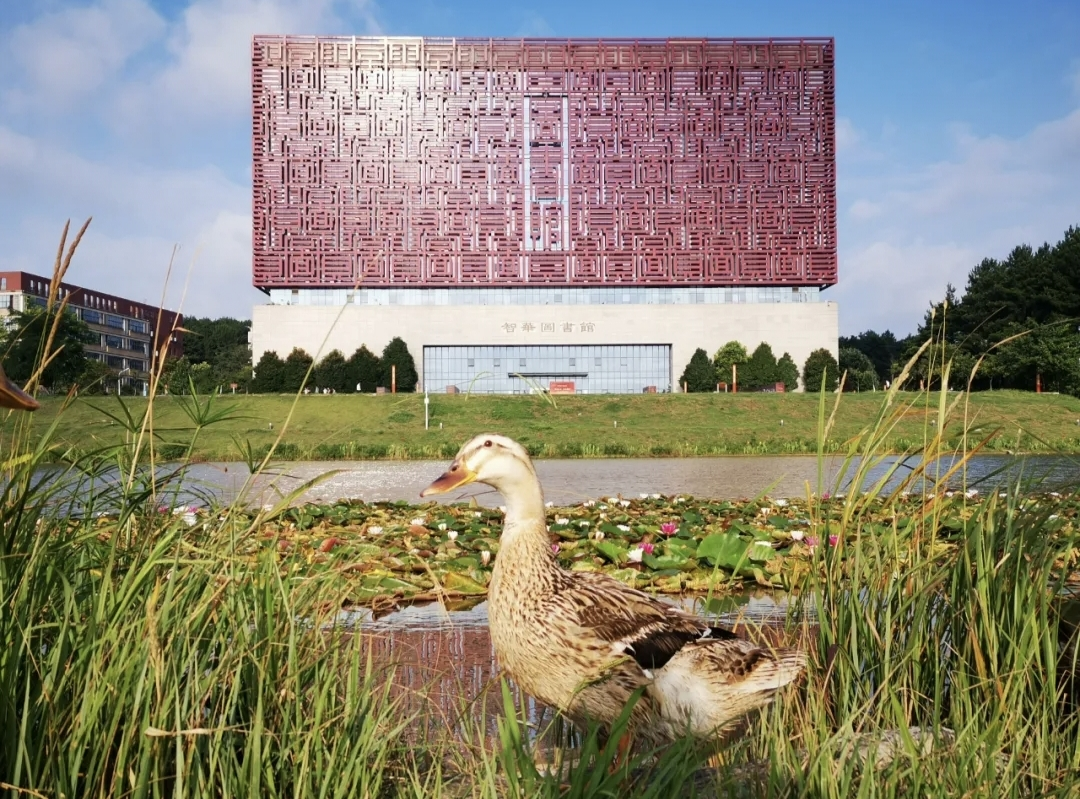
西校区图书馆

贵州大学，简称贵大，1902年由貴州巡撫邓华熙于贵阳创办，肇始于1735年，是一所综合大学。1942年5月，行政院决议归并国立贵州农工学院，成立国立贵州大学。1950年10月定名为贵州大学。
1953年全国高等院系调整，将文理学院大部分并入贵阳师范学院，部分工科专业并入重庆大学，农学类并入西南农业大学，外文系调入四川大学，工学院各系调入云南大学，法学系调入西南政法学院，经济系调入西南财经学院。院系调整后，贵州大学于1954年在原国立贵州大学校址建立了贵州农学院。1958年7月3日，贵阳师范学院恢复重建，贵州大学与贵阳师范学院分校，以1953年调整到贵阳师范学院的贵州大学文理学院为基本构架进行复校。1997年8月，与贵州农学院等院校合并。2004年8月，教育部与贵州省人民政府在原贵州大学、贵州工业大学的基础上组建了新的贵州大学。
贵州大学是中国高水平大学之一，是原“211工程”建设大学，入选“中西部高校综合实力提升工程”、世界一流学科建设高校。

## 历史沿革

### 清朝时期
1902年，在贵山书院（创建于1735年）的基础上，贵州巡抚邓华熙在奏章中正式奏请设立贵州大学堂，邓华熙任命候补道尹嘉诏为监督，聘请周恭寿、廖杭等为教习。1904年,贵州巡抚曹鴻勛对贵州大学堂实行整顿，将名称为贵州高等学堂。1905年，分两批派出20名学生赴日留学，由学堂教习周恭寿带队。11月，改名为贵州高等学堂预备科。1906年，时任贵州巡抚的岑春萁再次整顿，改为贵州师范学堂。1909年，改办为贵州官立矿业中学堂。

### 民国时期
1912年5月，矿业中学堂被迫停办。未毕业的学生和教学设备等全部转入贵州省立农林学校。1916年，该校改名为贵州省立贵阳甲种农业学校，1927年奉令停办，并入1928年3月设立的省立贵州大学。 1926年6月，周西成主持黔政，将贵州公立法政专门学校、省立第二中学和贵阳甲种农业学校停办，并以省立二中定为校址，于1928年3月成立贵州大学，周恭寿兼任校长。设经济、医学、土木工程、矿业专科和文、理两个预科。1929年5月，省城秩序顿时大乱，周恭寿去校长职，学生纷纷回家，贵州大学于1931年1月被迫停办，其校址用于开办贵州省立贵阳高级中学。
1939年冬，贵州省第一届临时参议会上，提出了“设立贵州大学”以培养抗战建国人才的建议。1940年1月国民政府教育部审议，行政院通过，决定先设立国立贵州农工学院，选定贵筑县花溪镇为院址。 1942年5月，行政院决议成立国立贵州大学，国立贵州农工学院归并国立贵州大学。国立贵州大学于农工学院外增设文理、法商两学院。5月22日，行政院任命张廷休为国立贵州大学校长，学校制定了“坚毅笃实”四字校训。至1948年6月，全校4个学院，16个系、1个专修科、1个先修班。抗日战争时期，贵州大学的男儿参加中国远征军、开赴抗日前线。

### 中华人民共和国建国初期
1949年11月25日，贵阳市军管会正式接管国立贵州大学，贵州大学在民国时期的阶段结束。1950年10月，按教育部规定，国立贵州大学改称贵州大学。1952年，川北大学（农艺系）并入贵州大学。
1953年全国高等院系调整，将文理学院大部分并入贵阳师范学院，部分工科专业并入重庆大学，农学类并入西南农业大学，外文系调入四川大学，工学院各系调入云南大学，法学系调入西南政法学院，经济系调入西南财经学院。院系调整后的贵州大学，在原来农艺系基础上，于1954年在原国立贵州大学校址建立了贵州农学院。1958年7月3日，贵州省委决定在贵阳师范学院恢复重建贵州大学与贵阳师范学院分校，以1953年调整到贵阳师范学院的贵州大学文理学院为基本构架进行复校。1959年，贵州民族学院（今贵州民族大学）并入贵州大学，1974年与贵州大学分离。

### 改革开放时期
1997年，贵州农学院并入。2004年8月，教育部与贵州省政府在原贵州大学、贵州工业大学的基础上组建了新的贵州大学。2005年9月8日，进入“211工程”大学建设行列。2012年11月，入选教育部“中西部高校综合实力提升工程”14所重点建设大学之一。12月，贵州大学与四川大学、西安交通大学、重庆大学、西南大学、云南大学、中南大学、广西大学等中西部八所综合型大学签订战略合作框架协议。2013年7月，发起创建中西部高校联盟。
2014年1月，建立国家级新农村发展研究院。2015年12月，与贵州省人民医院签署战略合作协议，合作举办贵州大学医学院。2016年11月23日，与湄潭县人民政府共建贵州大学茶学院正式揭牌。2017年5月，入选贵州省一流学科建设高校，9月，入选世界一流学科建设高校名单。

## 学校现状

### 院系设置
阳明学院 、外国语学院、文学与传媒学院、哲学与社会发展学院 、历史与民族文化学院、法学院、音乐学院 、美术学院 、管理学院 、经济学院 、公共管理学院 、旅游与文化产业学院、体育学院 、马克主义学院、生命科学学院 数学与统计学院、大数据与信息工程学院 、物理院、电气工程学院 、计算机科学与技术学院 、建筑与城市规划学院、机械工程学院、化学与化工学院、土木工程学院、资源与环境工程学院、材科与冶金学院、农学院、矿业学院、动物科学学院 、酿酒与食品工程学院 、国际教育院、林学院、科技学院 、药学院、明德学院 、继续教育院、烟草学院 、人武学院 、医学院、茶学院

### 研究机构

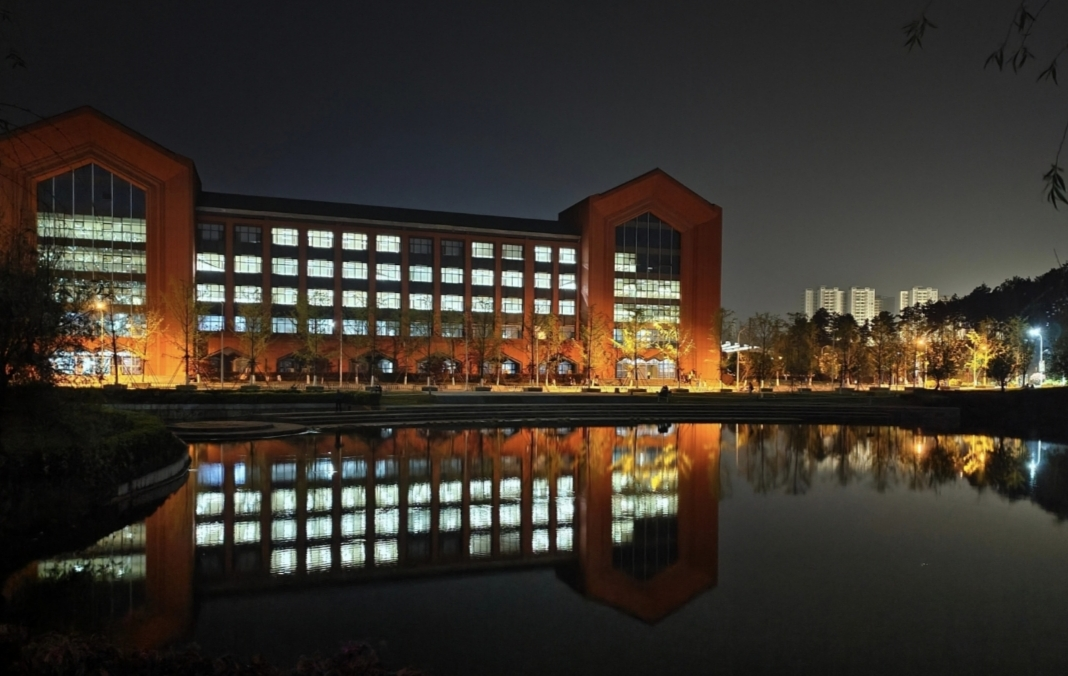
贵州大学教学楼夜景

贵州大学设立了多个研究机构，如绿色农药与农业生物工程重点实验室、喀斯特环境与地质灾害防治重点实验室、现代制造技术重点实验室、高原山地动物遗传育种与繁殖实验室、山地植物资源保护与种质创新重点实验室、半导体功率器件可靠性重点实验室、结构工程重点实验室、精细化工重点实验室、高性能计算化学重点实验室、发酵工程与生物制药重点实验室、农业生物工程重点实验室、喀斯特环境与地质灾害防治重点实验室、现代制造技术重点实验室、光电子技术及应用重点实验室、微纳电子与软件技术重点实验室、博弈、决策与控制系统重点实验室、山地农业病虫害重点实验室、材料结构与强度重点实验室、大环化学与超分子化学重点实验室、动物遗传育种与繁殖重点实验室、非金属矿产资源综合利用重点实验室、生物质化学利用工程实验室、电力系统智能化技术重点实验室、烟草品质研究重点实验室、药用植物繁育与种植重点实验室等。

## 文化传统

### 校徽
校徽为内圆外环图案，内圆为白底红字，印“贵”字篆书， 同时也是“贵大”二字的组合。篆字下方横排“1902”数字，代 表建校时间。

## 知名校友

### 政界
- 贵州省委原书记谌贻琴
- 中央办公厅副主任陈世炬
- 前外经贸部国际经贸关系司司长龙永图
- 广西壮族自治区人民政府副主席秦如培
- 贵州省政协原主席王正福
- 贵州省政协原副主席陈海峰
- 贵州省政协原副主席孙国强
- 贵州省政协原副主席孔令中
- 贵州省副省长李再勇
- 全国总工会原副主席段敦厚

### 学术界
- 植物化学、天然产物化学家郝小江
- 地质学家周卫健

### 文艺界
- 演员宁静
- 演员聂远
- 演员章宇
- 演员班嘉佳
- 导演饶晓志
- 歌手朱习爱
- 贵州省国画院院长宋吟可